# I’m Only a Man
I’m Only A Man — третий студийный альбом американской пост-хардкор группы Emery, выпущен 2 октября 2007 года лейблом Tooth & Nail Records. В этот же день лейбл выпустил специальное издание альбома, включавшее четыре акустических песни и прилагающийся DVD-диск с записью концерта группы.

## Об альбоме
Ещё до релиза альбома Emery играли некоторые новые песни в летнем совместном туре с Underoath, а затем, начиная с 29 июля начали загружать свежие студийные записи и на страничку своего MySpace-профиля. Таким образом до 24 сентября слушатели уже могли свободно найти песни «The Party Song», «Rock-N-Rule», «After the Devil Beats His Wife» и «Don’t Bore Us, Get to the Chorus» в интернете. С 28 сентября альбом можно было скачать полностью, а официальный релиз состоялся 2 октября.
В поддержку альбома был выпущен клип на песню "Party Song".
Песня Story About a Man with a Bad Heart рассказывает о чьём либо члене семьи.
From Crib to Coffin записывали медленно, так как к песне каждый раз возвращались и группа старалась сделать её более новаторской. Джош Хэд, клавишник группы, называют эту песню любимой с альбома.
The Party Song о жене Тоби Морелла, которая любила участвовать в вечеринках, чтобы уйти от проблем, когда была молодой. Помимо этого, песня также о том, когда Тоби поступил в колледж и почти все его друзья увлекались вечеринками и прочим. Поэтому в песне поётся о людях, пытающихся избежать своих проблем и начинают употреблять наркотики, выпивку, что угодно, чтобы расслабиться. Когда группа снимала клип, участники не знали, что в нём будет, и они просто поделились некоторыми своими идеями с режиссёром, и тот придумал то, что соответствовало песне.
Название альбома означает смирение и признание наших слабостей и нашей зависимости от Бога.

## Изменения в стиле
Сравнивая две предыдущие работы группы, The Weak's End и The Question, можно заметить, что уже тогда намечался всё больший отход от «тяжелого» стиля. Звучание релиза 2007 года стало ещё менее агрессивным.
Из-за ухода из группы басиста Чоппера прямо перед началом работы над I’m Only A Man, гитарист Мэтт Картер решил использовать менее сложные партии, чтобы именно на гитару опиралась вся мелодика, в отличие от предыдущих пластинок, где основной упор был сделан на бас-гитару и клавишные.

## Список композиций
| №                   | Название                                                      | Длительность |
| ------------------- | ------------------------------------------------------------- | ------------ |
| 1.                  | «Rock-N-Rule»                                                 | 3:38         |
| 2.                  | «The Party Song»                                              | 3:31         |
| 3.                  | «World Away»                                                  | 3:38         |
| 4.                  | «After the Devil Beats His Wife»                              | 4:31         |
| 5.                  | «Can't Stop the Killer»                                       | 3:32         |
| 6.                  | «Story About a Man with a Bad Heart»                          | 3:28         |
| 7.                  | «Don't Bore Us, Get to the Chorus»                            | 3:33         |
| 8.                  | «What Makes a Man a Man»                                      | 4:24         |
| 9.                  | «The Movie Song»                                              | 3:09         |
| 10.                 | «You Think You're Nickel Slick (But I Got Your Penny Change)» | 3:45         |
| 11.                 | «From Crib to Coffin»                                         | 10:44        |
| Общая длительность: | Общая длительность:                                           | 48:28        |

### Бонус треки (для специального издания)
1. «Don’t Bore Us, Get to the Chorus (Acoustic/Live)» — 3:34
2. «Listening to Freddie Mercury (Acoustic/Live)» — 3:13
3. «The Ponytail Parades (Acoustic/Live)» — 4:23
4. «As Your Voice Fades (Acoustic/Live)» — 4:14
5. «What Makes a Man a Man (Acoustic/Live)» — 4:33

### Бонус трек дляiTunes
1. «Whoa! Man» — 3:15

## Участники записи
- Тоби Моррелл — вокал, скрим и бас-гитара
- Дэвин Шелтон — вокал, бас-гитара, гитара
- Мэтт Картер — гитара, вокал
- Джош Хэд — клавишные, электроника
- Дэйв Пауэлл — барабаны